# Il trombettiere d'Algeri
Il trombettiere d'Algeri (The Bugler of Algiers e conosciuto anche come We Are French) è un film muto del 1916 diretto da Rupert Julian che aveva come protagonisti Ella Hall, Kingsley Benedict e Rupert Julian.
La sceneggiatura si basa su We Are French, romanzo di Robert H. Davis e Perley Poore Sheehan pubblicato a New York nel 1914.

## Trama
Nell'Ottocento, dopo aver combattuto nell'Africa settentrionale, Anatole Picard e Pierre Dupont ritornano in Francia, nel loro villaggio natale, dove era rimasta a vivere Gabrielle, sorella di Pierre e fidanzata di Anatole. Scoprono così che il villaggio, durante la loro assenza, è stato teatro di alcuni combattimenti e ha subito un saccheggio, durante il quale Gabrielle è sparita. I due si mettono a cercarla ma senza successo. Giurano a sé stessi di dedicare la loro vita alla sua ricerca che non abbandonano mai. Cinquant'anni sono passati: Pierre viene chiamato a Parigi dal governo che, tardivamente, ha deciso di rendergli onore per l'eroismo che aveva dimostrato in guerra. Durante il viaggio per raggiungere la capitale, Pierre muore. Anatole, che è partito insieme a lui, prende il suo posto. Nel frattempo, il governo - venuto a conoscenza delle ricerche su Gabrielle - è riuscito a rintracciarla. I due innamorati, dopo tanti anni, sono finalmente riuniti e si riabbracciano durante la cerimonia in onore di Pierre. Poi, insieme, si recano nel luogo dove giace Pierre, posandogli la medaglia sul petto.

## Produzione
Il film fu prodotto dalla Bluebird Photoplays (Universal Film Manufacturing Company) con il titolo di lavorazione We French.

## Distribuzione
Il copyright del film, richiesto dalla Bluebird Photoplays, Inc., fu registrato il 14 novembre 1916 con il numero LP9518.
Distribuito dalla Bluebird Photoplays, il film uscì nelle sale cinematografiche statunitensi il 27 novembre 1916.
Non si conoscono copie ancora esistenti della pellicola che viene considerata presumibilmente perduta.